# Maszako japán császárné
Maszako (雅子, Masako) polgári nevén Ovada Maszako (小和田雅子, Owada Masako) (Tokió prefektúra, 1963. december 9.) Japán császárnéja, férje, Naruhito tennó, aki 2019. május 1-jétől Japán uralkodója. A trónfoglalási ceremónia 2019. október 22-én volt.

## Családja és tanulmányai
Ovada Hiszasi és Egasira Jumiko elsőszülött gyermekeként született. Édesapja a külügyminisztériumban dolgozott hivatalnokként, és lánya hozzá hasonlóan külföldi tanulmányokat folytatott Angliában, Cambridge-ben. Cambridge-i tanulmányait befejezve az alkotmányügyi főosztályon helyezkedett el. Édesanyja, Jumiko 25 éves volt, amikor világra hozta Maszakot. Jumiko a középiskolai tanulmányait az akkoriban híres, Denencsofu Futaba elemi és középiskolában végezte, majd felsőoktatási intézményben, a Keio Egyetemen tanult franciát. A diploma megszerzése után pedig a francia Air France légitársaságnál dolgozott.
Maszako két éves volt, amikor az édesapját kinevezték az akkori Szovjetunió követségi titkárává, és a fővárosba, Moszkvába költöztek. Ott kezdte meg az óvodát, és rövid időn belül elsajátította az orosz nyelvet. Akkoriban születtek meg ikerhúgai, Reiko és Szecsuko. Hiszasit viszont újabb kinevezéssel illették meg, ezúttal az ENSZ japán képviseletére, így a család az Amerikai Egyesült Államokba, New Yorkba települt át. Ettől kezdve angolul tanult, de mivel szülei fontosnak tartották, hogy ismeretében és birtokában legyenek gyermekeik a japán kultúrának, odahaza az angol mellett japánul is tanították.
1971-ben a család visszatért Japánba és Maszakót kultúrsokk érte, mivel a család külföldön tartózkodása miatt a japán kultúra azon részeinek ismeretével nem rendelkezett, amelyeket egy átlagos japán ember tud, illetve ismer. 1972-ben megfelelt a Denencsofu Futaba iskola felvételi vizsgáján, ahol egykoron édesanyja is tanult.
1979-ben azonban ismét az Egyesült Államokba költöztek, ezúttal Bostonba, hogy édesapja Hiszasi nemzetközi jogból vendégprofesszor lehessen a Harvardon. Maszako a belmonti gimnázium elvégzése után, a Harvardon folytatta a tanulmányait, ahol gazdaságtudományt hallgatott. Édesapja újabb kinevezése miatt fennállt a költözés lehetősége Moszkvába, de ezúttal Maszako az Egyesült Államokban maradt, és a tanulmányaira koncentrált.
1985-ben magna cum laude díjban részesítették. Kiváló tanulmányi eredményei ellenére azonban identitászavarral küzdött. Hosszas gondolkodás után elhatározta, hogy visszatér Japánba.
Már középiskolás korában megfogalmazódott benne, hogy diplomata szeretne lenni; nemzetközi kapcsolatokkal szeretne foglalkozni, ám csak később határozta el, hogy hazáját diplomataként akarja szolgálni. 1986 nyarán részt vett a diplomáciai szolgálat vizsgáján, és azon kevesek közé tartozott, akiknek sikerült elérniük a legmagasabb fokozatot, így nyitva állt az út előtte, hogy a külügyminisztériumban dolgozhasson csakúgy, mint édesapja, Hiszasi. 1988-ban Oxfordba ment, hogy nemzetközi kapcsolatokat tanuljon. 1990-ben magiszteri fokozatot szerzett.

## Udvarlás és házasság

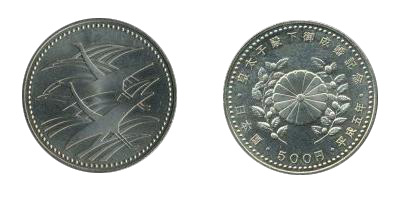
Az 1993-ban kiadott 500 jen-es érme,amely Naruhito és Maszako esküvőjének állít emléket rajta Dendrobium orchideával

Maszako külföldön tartózkodásai révén belekóstolt a szabadságba, a függetlenségbe és tekintélyt parancsoló, akaraterőtől sugárzó személyiség vált belőle. Elegancia, önbizalom, függetlenség, karriervágy jellemezte. Azonban ez meglehetősen eltért a japán női eszményképtől, így nagyon sokan nem gondolták megfelelő menyasszonyjelöltnek. A japán császári udvarban viszont a menyasszonykeresés ennél jóval összetettebb. Az adott hölgy megjelenésén, és jellemvonásain kívül a szüleinek, őseinek a múltbeli tettei (közvetve vagy közvetlenül) is befolyásolják a menyasszonyjelöltek alkalmasságát. Maszako ebből a szempontból nem volt megfelelő a Császári Udvartartási Hivatal számára.
Tudomásukra jutott ugyanis, hogy a Csisso vegyi üzemet anyai nagyapja, Egasira Jutaka vezette egy ideig. Annak idején a Csisso okozta, Japán háború utáni történelmének legnagyobb környezeti katasztrófáját. Mérgező higanyvegyületet engedtek illegálisan a tengerbe a vállalat Kjúsú szigetén működő higanyüzeméből, 1953 és 1969 között, aminek következtében a tengerparti kisváros, Minamata lakói hosszú évekig higannyal szennyezett ételeket, főként kagylót és halat fogyasztottak, amiből kifolyólag százhúszan haltak meg higanymérgezésben. Az úgynevezett Minamata-betegség következtében számos újszülött gyermek fogyatékossággal jött a világra. Emellett emberek ezrei szenvedtek agykárosodást, krónikus idegesség és emlékezetzavar is fellépett egyeseknél. A Csisso cég ellen még 1993-ban is megközelítőleg kétezer károsult pere folyt. Az udvartartási hivatalban csak akkor csillapodtak némiképp a kedélyek, miután fény derült arra, hogy Egasira a bírósági perek befejezését és a kártérítések kifizetését követően lett csak a cég elnöke. Ennek ellenére Maszakot sokáig még nem tartották alkalmas hercegnőjelöltnek.
Maszako eredetileg nem volt rajta a menyasszonyjelöltek listáján, de az egyik menyasszonykereső hivatalnok, Nakagava Toru, ajánlotta Maszakot a listára felvételre. 1986. október 18-án a spanyol Elena hercegnő tiszteletére rendezett császári fogadáson találkozott először Naruhitóval. Naruhitót egyből elbűvölte Maszako jelleme, mély benyomást tett rá már az első találkozáskor, és páratlan jelenségnek nevezte Maszakót. De alkalmatlansága miatt szóba se jöhetett a császári udvarnál, nem beszélve arról, hogy Maszako a házassági ajánlatot legelőször elutasította, nem akart lemondani arról, hogy diplomata lehessen. Így 1988-ban Maszako Oxfordba ment továbbtanulása céljából. A császári udvar azonban továbbra sem talált megfelelő menyasszonyt Naruhito számára, így végül elfogadták Maszako alkalmasságát. 1992. augusztus 16-án találkozott újra Maszako és Naruhito. Időközben Maszako arra a felismerésre jutott, hogy a császári családon belül is válhat belőle diplomata, koronahercegnőként is eleget tudna tenni szolgálatának, így 1992. december 9-én elfogadta az eljegyzést, amit a császári udvar hivatalosan csak 1993. január 19-én erősített meg. Június 19-én tradicionális esküvő keretében összeházasodtak, ezzel Maszako bekerült a császári házba. A japán hagyomány szerint, a császári családba bekerülésekor az új családtagokat személyes emblémával látják el, Maszako emblémája a Japán rózsa vagy másnéven ráncoslevelű rózsa lett. Maszako és Naruhito esküvőjének pedig a Dendrobium virág állít emléket. 2013 júniusában ünnepelték a 20. házassági évfordulójukat.

## Gyermeke
1999 decemberében a császári udvar bejelentette Maszako várandósságát, azonban elvetélt. Naruhito császár és Maszako császárnénak azóta egy lánya született, 2001. december 1-jén, akit Aikónak hívnak.
A leánygyermek születése azonban felvetette a trónöröklési rend problematikáját, mivel Japánban hagyományosan férfiszálon öröklődik a trón, így felmerült annak a lehetősége, hogy az 1947-ben beiktatott trónöröklési törvényt, a primogenitúrát módosítani kéne, ezzel lehetővé téve, hogy nő legyen a trónörökös.
2005. október 25-én a kormány által kinevezett bizottság szakértői a törvény módosítását javasolták. 2006. január 20-án az akkori miniszterelnök Junicsiro Koizumi évértékelő beszédének a vezérgondolata ezen vitatott kérdésről szólt, aki ígéretet is tett, hogy továbbítja a problémát az országgyűlés felé.
A törvénymódosítás lehetőségét azonban elvetették, miután 2006 februárjában bejelentették, hogy Akisino herceg és felesége Kiko harmadik gyermeküket várják. 2006. szeptember 6-án Kiko fiúnak adott életet Hiszahitónak, aki így a jelenlegi törvény szerint a harmadik a trónöröklésben nagybátyja, Naruhito és az édesapja, Akisino herceg után.

## Nyilvános tevékenységei
1994-ben Szaúd-Arábiába, Omanba, Qatarba és Bárainba látogatott el a császári pár.
1995-ben Kuwaitot és az Egyesült Arab Emírségeket, majd 1999-ben Jordánba látogattak. Ugyanebben az évben részt vettek Belgiumban Fülöp akkoriban herceg, ma már Belgium királyának az esküvőjén.
2002-ben Új-Zélandra és Ausztráliába tettek látogatást.
2006-ban Hollandiába utaztak Beatrix holland királynőnek a meghívására, ezúttal már lányukkal Aiko hercegnővel vettek részt a találkozón.
2013 áprilisában Vilmos Sándor Hollandia királyának a koronázásán vettek részt.
2014 októberében részt vett Vilmos Sándor és Máxima holland királynénak a Tokiói császári palotában rendezett díszlakomáján.
2015 júliusában Naruhitoval Tongába utaztak, hogy részt vegyenek VI.Tupou király koronázásán.
2015 novemberében a koronahercegnő részt vett az ősszel megrendezett császári kerti partin, amit az Akaszaka császári kertben tartottak.
2016 novemberében Naruhito és Maszako részt vett a JET program (The Japan Exchange and Teaching Programme) 30.évfordulója alkalmából megrendezett megemlékező ceremóniáján Tokióban.

## Egészségi állapota
2004. március 10-én tartott sajtókonferencián az újságírók által előre egyeztetett három kérdés közül, a második Maszako hercegnőre vonatkozott. Naruhito hitvese ugyanis ekkor már fél éve nem mutatkozott a nyilvánosság előtt, és mint kiderült ezúttal sem készült elkísérni férjét európai körútjára. A Császári Udvartartási Hivatal szerint az övsömör tünetei miatt nem lépett nyilvánosság elé Maszako, de ezen magyarázat nem tűnt hihetőnek még a japán médiának sem.
2004 nyarán stresszfüggő zavarral diagnosztizálták. A fiú trónörökös születése, valamint a császári családba való beilleszkedés válthatta ki Maszako császárné összeomlását. Maszako ugyanis a császári udvarba bekerülve feladta ugyan diplomataállását, de a császári család tagjaként egy nemzetközi baráti kapcsolatrendszer kiépítésében kívánt közreműködni, de nem engedték külföldre, ami miatt nagyon sokat szenvedett, és lelki válságba került. Hazája szolgálata a legnagyobb célja volt, identitásának szerves része. Az udvari tudósítók közül sokan szárnyaszegett pillangóként kezdték el emlegetni Maszakot, de talán korai lenne még őt így nevezni, mivel újdonsült császár és császárnéként megváltoztathatjak a nagyon is konzervatív császári udvart.
2008. július 11-én Naruhito az emberek megértését kérte Maszako állapotával kapcsolatban. Etájt Naruhito nyolc napos diplomáciai úton volt Spanyolországban felesége, Maszako nélkül. „Szeretném, ha az emberek tudnák, hogy Maszako továbbra is a lehető legnagyobb erőfeszítéseivel munkálkodik a körülötte lévők támogatásával.”.
2012 decemberében a 49. születésnapján Maszako közleményben megköszönte a japán emberek támogatását, és elmondta, hogy továbbra is kezelés alatt áll betegsége miatt.
2018 decemberében, 55. születésnapján Maszako azt nyilatkozta, hogy bizonytalannak érzi magát jövőbeli szerepe miatt, és hozzátette, hogy mindent meg fog tenni a japán emberek boldogságáért.

## Felmenői
Az édesapja Hiszasi az Ovada klán leszármazottja, amelynek a vezetőjét Sinrokut-Maszako ükapja a Murakami birtokra küldte, 1787-ben, hogy a Naito klánt szolgálja, amelyet 67 évvel korábban a Tokugava-sógunátus nevezett ki a város vezetőivé. A sógunátus bukása után az Ovada klán csatlakozott a lazachalászati szövetkezethez. Az abból bejövő haszon tette lehetővé később nagyon sok helyi gyermek oktatását, köztük édesapjáét, Hiszasiét és a nagyapjáét, Takeóét.
Édesanyja, Jumiko az Egasira klán leszármazottja, akik a Szaga klánt szolgálták Nagaszakiban, Kjúsú szigetén. Az egyik Egasira-tag, Jaszutaro, részt vett az orosz–japán háborúban. Jumiko édesapja gazdag bankár és ügyvezető igazgató volt az egykori IBJ-nél (Inudstrial Bank of Japan).

## Megnevezései
- 1963. december 9-től 1993. június 9-ig: Ovada Maszako kisasszony
- 1993. június 9-től 2019. április 30-ig: Őcsászári fensége, Japán koronahercegnéje
- 2019. május 1-jétől: Őfelsége, a császárné[39]

## Fordítás
Ez a szócikk részben vagy egészben  az   Empress Masako című angol Wikipédia-szócikk ezen változatának fordításán alapul.  Az eredeti cikk szerkesztőit annak laptörténete sorolja fel. Ez a jelzés csupán a megfogalmazás eredetét és a szerzői jogokat jelzi, nem szolgál a cikkben szereplő információk forrásmegjelöléseként.